# Аттик (архитектура)

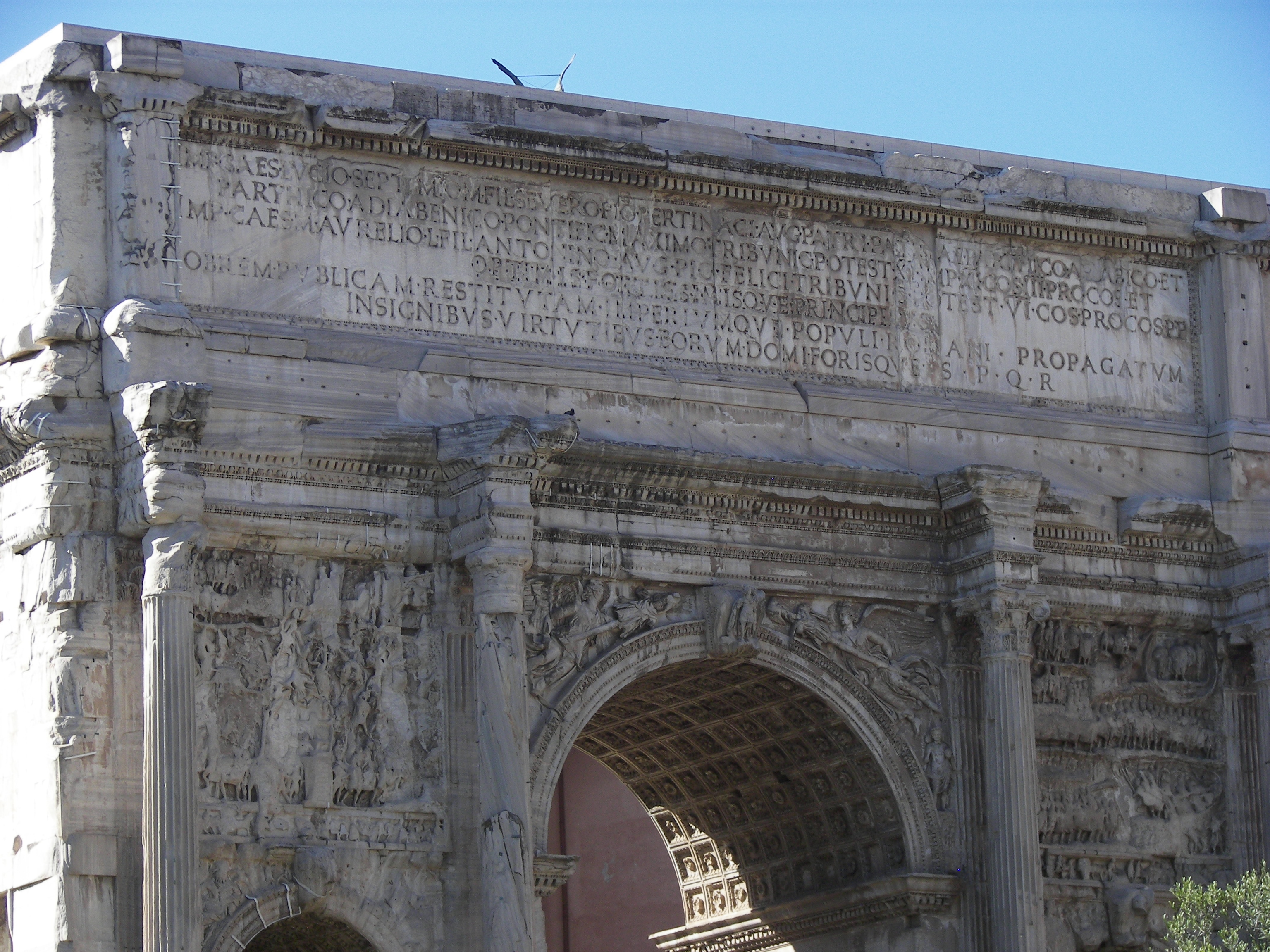
Аттик на триумфальной арке Септимия Севера в Риме

А́ттик (лат. atticus, от др.-греч. ἀττικός — аттический) — декоративная стенка, возведённая над венчающим сооружение карнизом. Более точно — передняя плоскость такой надстройки, которая именуется подиумом. 
Впервые аттик стали применять древние римляне в композиции триумфальных арок. Такой аттик имеет собственный цоколь и малый венчающий карниз. Вначале на подобных надстройках помещали надписи в память покорения римлянами Аттики, отчего и произошло такое название. 
Аттики дополняли рельефами, скульптурой: статуями воинов, обелисками и триумфальными квадригами императоров. В дальнейшем триумфальные арки посвящали самым разным событиям, деяниям консулов и императоров. Соответственно менялись надписи и рельефы. 
Аттики применяли в архитектуре классицизма, барокко и неоклассицизма. В архитектуре стиля ампир был возрождён обычай возведения триумфальных арок в память выдающихся событий военной и политической истории. Аттиковым или афинским называют пониженный, надстроенный над основным карнизом здания верхний этаж типа мансарды. В таких случаях, в отличие от парапета, жилой аттик прорезается квадратными, округлыми или овальными окнами.